# Tanaostigmodes xanthogaster
Tanaostigmodes xanthogaster är en stekelart som beskrevs av Lasalle 1987. Tanaostigmodes xanthogaster ingår i släktet Tanaostigmodes och familjen Tanaostigmatidae. Inga underarter finns listade i Catalogue of Life.